# Veliki Bukovec
Veliki Bukovec es un municipio de Croacia en el condado de Varaždin.

## Geografía
Se encuentra a una altitud de 142 m s. n. m. a 57 km de la capital nacional, Zagreb.

## Demografía
En el censo 2011, el total de población del municipio fue de 1 438 habitantes, distribuidos en las siguientes localidades:
- Dubovica - 312
- Kapela Podravska - 466
- Veliki Bukovec - 660

| Gráfica de población de Veliki Bukovec 1857-2011                    |
|                                                                     |
| Según los censos de población de la oficina estadística de Croacia. |